# Witold Marczewski
Witold Marczewski (1832-1909) est un politicien polonais du XIXe siècle. Il participe à l'insurrection de janvier 1863, il est membre du Comité central national (Komitet Centralny Narodowy) et du gouvernement national provisoire (Tymczasowy Rząd Narodowy). Arrêté le 19 février 1863 et condamné à 12 ans de travaux forcés dans les mines en Sibérie.

## Sources
- (pl) Cet article est partiellement ou en totalité issu de l’article de Wikipédia en polonais intitulé « Witold Marczewski » (voir la liste des auteurs).